# Шимане
Шимане (на японски: 島根県, по английската Система на Хепбърн Shimane-ken, Шимане-кен) е една от 47-те префектури на Япония. Шимане е с население от 761 503 жители (1 октомври 2005 г.) и има обща площ от 6707,29 km2. Град Мацуе е административният център на префектурата.
Острови Оки в Японско море също са част от префектурата.

## География
Префектура Шимане се намира на брега на Японско море от страната на регион Чугоку. Заради планинския пейзаж, оризовите ферми се намират най-вече в равнината на Изумо, където е разположен и град Изумо. Друга главна форма на релефа е полуостров Шимане. Полуостровът пресича Японско мое от Изумо до Сакайминато, който се намира в префектура Тотори. Полуостров Шимане формира две солени езера – Шинджи и Накауми. Остров Дайкон се намира в езерото Накауми. Извън остров Хоншу, островите Оки също са част от префектура Шимане. Оки са част от националния парк Дайкон-Оки. И Шимане и Южна Корея предявяват искане за собственост върху остров Лейнкорт.
Повечето главни градове са разположени по крайбрежието на морето или по протежението на реките. През 2004 и 2005 г. много общини в Япония се сливат, Шимане не е изключение.

### Градове
Осем града се намират в префектурата, Мацуе е административен център, а най-малкия е Гоцу. Градовете Масуда, Унан, Ясуги и Гоцу имат слабо увеличение на населението през 2007 г. в резултат на направени сливания.
- Гоцу
- Хамада
- Изумо
- Масуда
- Мацуе
- Ода
- Унан
- Ясуги

## Климат
Префектурата има субтропичен климат. Зимата е облачна с леки превалявания от сняг, а лятото е леко влажно. Средната годишна температура е 14,6 °C. По време на дъждовния сезон, от юни до средата на юли вали дъжд всеки ден. Най-високата средна температура от 26,3 градуса е през месец август.